# بوسانا
بوسانا (بالإيطالية: Busana)‏ هي بلدية في مقاطعة ريدجو إميليا في إقليم إميليا رومانيا الإيطالي.

## السكان
في سنة 1861 بلغ عدد السكان 1٬442 نسمة، وتطور العدد ليصل في سنة 2011 لـ 1٬285 نسمة.
يظهر هذا المخطط البياني تطور النمو السكاني لـ بوسانا